# ألبرت بلامر
ألبرت بلامر (بالإنجليزية: Albert Plummer)‏ هو سياسي أمريكي، ولد في 9 أغسطس 1840، وتوفي في 20 مارس 1912. انتخب عضو مجلس نواب مينيسوتا.